# Музей Франца Кафки
Музей Франца Кафки (чеськ. Muzeum Franze Kafky) — музей у Празі, присвячений письменнику Францу Кафці. У музеї зберігається низка перших видань книг Кафки.
Музей вирізняється дивними та абсурдними елементами дизайну, натхненними творчістю Франца Кафки — довгі сходи з червоним підсвічуванням і таємничі звукові ефекти. За межами музею знаходиться експонат під назвою «Piss» — бронзовий фонтан із двох чоловіків, які мочаться в озеро у формі Чеської Республіки. Його створив чеський скульптор Давид Черні у 2004 році.

## Історія
У Барселоні в 1999 році була показана виставка, що складалася з трьох частин і показувала зв'язок відомих авторів з їхніми містами. Виставка, присвячена Кафці, називалася «Місто К.: Франц Кафка у Празі», а дві інші виставки були присвячені Джеймсу Джойсу і Дубліну та Фернанду Пессоа і Лісабону. Частина Франца Кафки переїхала до нью-йоркського Єврейського музею у 2002 році, а потім стала постійною експозицією, що відкрилася влітку 2005 року в будівлі цегельного заводу Гергет у празькому районі Мала Страна.

## Галерея

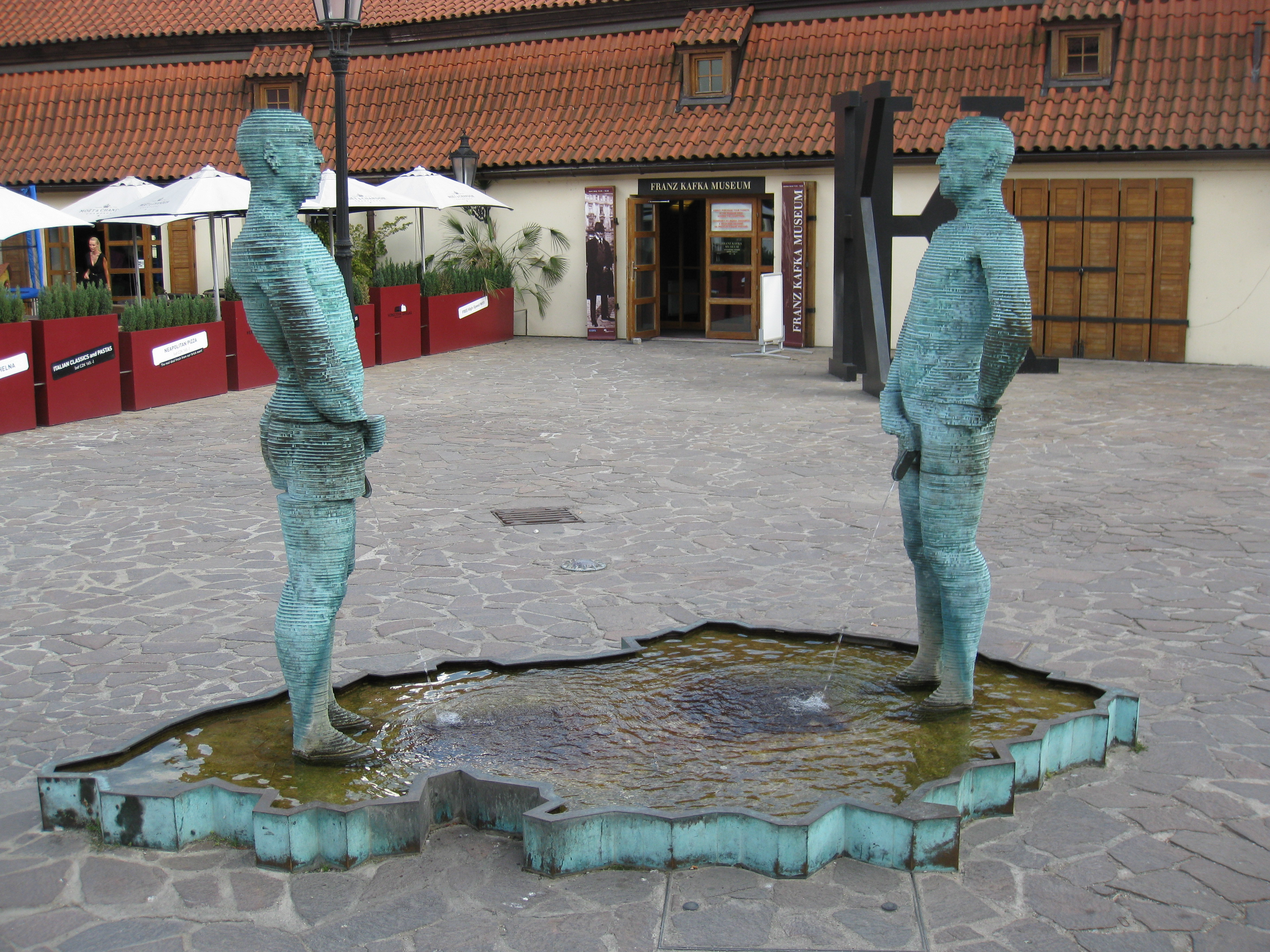
Скульптура-фонтан «Пісяючі чоловіки»